# Поверенный, Александр Михайлович
Алекса́ндр Миха́йлович Пове́ренный (16 августа 1929 — 20 ноября 1999) — советский и российский биохимик. Доктор медицинских наук, профессор. Заведующий лабораторией радиационной биохимии Медицинского радиологического научного центра. Лауреат Государственной премии СССР (1987).

## Биография
Александр Поверенный родился 16 августа 1929 года.
С 1964 года работал в Институте медицинской радиологии (позже — Медицинский радиологический научный центр) в Обнинске.
В 1962 году в Институте медицинской радиологии была создана лаборатория радиационной биохимии, первым руководителем которой на общественных началах был Илья Збарский (основным местом работы Збарского был Институт биологии развития АН СССР). Первые эксперименты в лаборатории начались в 1964 году после оснащения новым оборудованием и приходом в лабораторию кандидата медицинских наук Александра Поверенного. Поверенного на эту работу рекомендовал автор теории вирусного происхождения рака Лев Зильбер. После ухода из лаборатории Збарского в начале 1965 года Поверенный был избран по конкурсу заведующим лабораторией. В 1975 году лаборатория была преобразована в отдел радиационной биохимии, в который входили лаборатория радиационной биохимии и лаборатория пострадиационного восстановления. Поверенный возглавил как отдел в целом, так и лабораторию радиационной биохимии (руководителем лаборатории пострадиационного восстановления стал Александр Саенко).
Поверенным и его сотрудниками были начаты пионерные исследования свойств антител к ДНК, которые послужили созданию научной школы, решающих широкий круг фундаментальных и прикладных проблем радиационной биохимии, молекулярной биологии, иммунохимии регуляции процессов кроветворения, лучевой и химиотерапии, медицинских последствий Чернобыльской аварии.
Александр Поверенный входил в состав Научного совета по радиобиологии РАН, ряда специализированных научных советов, редакционных коллегий журналов «Радиационная биология. Радиоэкология», Russian Journal of Immunology.
Умер 20 ноября 1999 года.

## Награды и премии
- Государственная премия СССР (1987)[1]
- Заслуженный деятель науки Российской Федерации[1]
- Орден Дружбы народов (13 сентября 1994) — за большие заслуги в медицинской науки и подготовку высококвалифицированных специалистов[3]